# Acentrogobius chlorostigmatoides
Acentrogobius chlorostigmatoides és una espècie de peix de la família dels gòbids i de l'ordre dels perciformes que habita des d'Indonèsia fins a la Xina, incloent-hi el delta del Mekong. Els mascles poden assolir 11 cm de longitud total.És inofensiu per als humans. És un peix de clima tropical i demersal.